# 出口宗和
出口 宗和（でぐち むねかず、1945年 - ）は、日本の東洋学者、編集者、著述家。

## 人物
大阪府生まれ。立命館大学大学院で東洋学を専攻し、三田村泰助の下で学ぶ。編集者や、博覧会プロデューサー（国際科学技術博覧会、国際花と緑の博覧会）などを務めながら、のちに著述業に比重を移す。特に『読めそうで読めない間違いやすい漢字 』が2000年代後半においてロングセラーとなり、さらに2008年に刊行された価格を500円に抑えた新装版がベストセラーになり、2009年の年間ベストセラーにおいて115.5万部の売り上げで第2位となった。

## 著書
- 古代史の謎シリーズ 第2、二見書房（サラ・ブックス）、1975年
- 海のルアーフィッシング 船釣り編、西東社、1985年
- 雑学魚あれこれ事典、西東社、1986年
- 太平洋戦争99の謎：開戦・終戦の謎から各戦闘の謎まで、二見書房（二見wai wai文庫）、1995年
  - 太平洋戦争99の謎：開戦・終戦の謎から各戦闘の謎まで：歴史に埋もれた意外な事実!、二見書房、2006年 - 改装改訂新版
- 素朴な大疑問：考えだすと夜も眠れぬ 1 (日本語の謎)、二見書房、1996年
- 古代遺跡発掘105の謎：教科書に書き換えを迫る！、二見書房（サラ・ブックス）、1997年
- 邪馬台国論争99の謎：「卑弥呼の鏡」が謎を解く？、二見書房、1998年
- 読めそうで読めない間違いやすい漢字：誤読の定番から漢検1級クラスまで、二見書房（二見文庫）、2004年
  - 読めそうで読めない間違いやすい漢字：誤読の定番から漢検1級クラスまで、二見書房、2008年 - 改訂版
  - 読めそうで読めない間違いやすい漢字：第二弾、二見書房、2009年
- 読めそうで読めない漢字の本：あなたに挑戦！正しく読めますか？、二見書房（二見文庫）、2004年
- 答えられそうで答えられない語源：知ってるようで知らない日本語クイズ、二見書房（二見文庫）、2010年
- 新常用漢字196字速習ガイド、ぎょうせい、2011年